# Zygonyx elisabethae
Zygonyx elisabethae är en trollsländeart som beskrevs av Maurits Anne Lieftinck 1963. Zygonyx elisabethae ingår i släktet Zygonyx och familjen segeltrollsländor. IUCN kategoriserar arten globalt som livskraftig. Inga underarter finns listade i Catalogue of Life.